# ТКБ-841
ТКБ-841 — российская опытная зенитная самоходная установка из состава зенитного ракетно-артиллерийского комплекса 30Ю6 «Панцирь-С1-О».

## Описание конструкции
Впервые модифицированный облегчённый вариант комплекса «Панцирь-С1-О» был продемонстрирован в 2001 году. Модификация представляет собой единую башенную установку. В состав башенной установки входит модуль комплекса вооружения, а также твердотельная РЛС. Благодаря такой компактной конструкции, появилась возможность его установки на неспециализированное гусеничное и колёсное шасси. В качестве одного из вариантов размещения ЗРАК 30Ю6 «Панцирь-С1-О» было использовано модифицированное лёгкое гусеничное шасси БМП-3.

### Вооружение
В качестве основного вооружения используются 8 ЗУР 57Э6 или 57Э6Е, которые обеспечивают поражение целей на дальности от 1,5 до 18 км, и на высотах от 5 до 10000 метров. Одновременно машина может обстреливать одну цель. Время реакции составляет от 5 до 7 секунд. Благодаря использованию гусеничного шасси имеется возможность ведения огня во время движения. Общая эффективность поражения всех типов целей составляет от 70 до 95%.
Дополнительно на ЗСУ ТКБ-841 имеются две нарезные 30-мм автоматические пушки.